# 1,2-butanodiol

Estructura del 1,2-butanodiol

1,2-butanodiol es un diol que fue descrito por primera vez en 1859 por Charles Adolphe Wurtz. Es creado a escala industrial como un subproducto de la creación de 1,4-butanodiol a partir de butadieno, y como subproducto del hidrocraqueo catalítico de almidones y azúcares como el sorbitol a etilenglicol  y propilenglicol. Es utilizado para producir poliéster, resinas y plastificantes, y es una potencial materia prima para la producción de Ácido alfa-cetobutírico, un precursor de varios aminoácidos.